# Days Before Rodeo
Days Before Rodeo ist das zweite Mixtape des US-amerikanischen Rappers Travis Scott. Es erschien im August 2014 auf SoundCloud und ist der Nachfolger seines Debüt-Mixtapes Owl Pharaoh (2013) und der Vorgänger seines ersten Studioalbums Rodeo (2015).

## Hintergrund
Am 5. Mai 2014 veröffentlichte Scott die Lead-Single des Mixtapes, Don't Play, auf dem die britische Pop-Rock-Band The 1975 und der US-amerikanische Rapper Big Sean zu hören sind. Im darauffolgenden Monat kündigte er in den sozialen Medien an, dass er innerhalb eines Monats zehn neue Lieder veröffentlichen werde. Am selben Tag twitterte er auch den Titel des Mixtapes, bevor er jeden Tag den Countdown bewarb, bis er am 10. August 2014 stoppte. Scott bezeichnete es in den sozialen Medien als „kostenloses Album“, obwohl er klarstellte, dass es ein Mixtape sei. Am 17. August 2014 enthüllte er das Cover, das Veröffentlichungsdatum und die Titelliste des Mixtapes. Die Erstveröffentlichung erfolgte schließlich einen Tag später bei Grand Hustle. Das Album erschien dabei in seiner Originalausführung als digitales Album mit zwölf Titeln. Im Nachgang erschien Mamacita als zweite Singleauskopplung am 2. Dezember 2014. Beide Singles wurden am Tag ihrer Veröffentlichung auch für Streaming-Medien veröffentlicht, im Gegensatz zu den anderen Songs auf dem Mixtape erst über zehn Jahre später.
Am 17. August 2024 kündigte Scott beim Fanatics Fest in New York City an, dass Days Before Rodeo bald zum Streamen verfügbar sein werde. Am nächsten Tag, dem zehnten Jahrestag des Mixtapes, nutzte er die sozialen Medien, um die Wiederveröffentlichung anzukündigen, wo er auch mitteilte, dass die digitale Deluxeversion exklusiv auf seiner Website verfügbar sei und Titel enthalten würde, die er dafür aufgenommen hatte und die letztendlich nicht darauf erschienen. Am 22. August 2024 gab Scott zum zehnten Jahrestag von Days Before Rodeo ein Sonderkonzert vor über tausend Menschen auf der Heaven-Bühne im Masquerade in Atlanta, Georgia, wo er die meisten Lieder des Mixtapes, zusammen mit einigen seiner anderen Titel, spielte. Am darauffolgenden Tag erschien schließlich die Neuauflage als CD (Katalognummer: TSBR-CD06), Download und Streaming (Katalognummer: 19687138143) bei Cactus Jack und Epic Records. Am 27. August 2024 wurde Drugs You Should Try It als dritte und letzte Single aus dem Mixtape veröffentlicht.

## Titelliste
1. Days Before Rodeo: The Prayer – 3:22
2. Mamacita feat. Rich Homie Quan & Young Thug – 4:35
3. Quintana, Pt. 2 – 4:59
4. Drugs You Should Try It – 3:29
5. Don’t Play feat. the 1975 & Big Sean – 4:46
6. Skyfall feat. Young Thug – 5:19
7. Zombies – 4:20
8. Sloppy Toppy feat. Migos & Peewee Longway – 4:34
9. Basement Freestyle – 4:08
10. Backyard – 4:31
11. Grey – 3:48
12. Bacc (Bonus) – 2:13

Digital Vault Edition Bonus
1. Mo City Flexologist – 3:33
2. Too Many Chances – 1:57
3. Yeah Yeah feat. Young Thug – 4:37
4. Serenade – 3:16
5. Whole Lots Changed – 3:05

Digital Vault 2 Bonus
1. Hold On feat. Young Thug & Quavo – 2:09
2. Respected – 3:19

Digital Vault 3 Bonus
1. Naughty – 3:16
2. Too Many Options feat. Young Thug – 3:45

Digital Vault 4 Bonus
1. Houdini feat. Playboi Carti – 1:54
2. Quintana, Pt. 2 (Mike Dean Remix) – 3:50

## Singleauskopplungen
| Jahr | Titel                   | Höchstplatzierung, Gesamtwochen, AuszeichnungChartsChartplatzierungen (Jahr, Titel, , Platzierungen, Wochen, Auszeichnungen, Anmerkungen) | Anmerkungen                                                                                      |
| Jahr | Titel                   | US | Anmerkungen                                                                                      |
| ---- | ----------------------- | --- | ------------------------------------------------------------------------------------------------ |
| 2014 | Don’t Play              | US— GoldUS | Erstveröffentlichung: 5. Mai 2014 Verkäufe: + 500.000; feat. The 1975 & Big Sean                 |
| 2014 | Mamacita                | US— PlatinUS | Erstveröffentlichung: 2. Dezember 2014 Verkäufe: + 1.000.000; feat. Rich Homie Quan & Young Thug |
| 2024 | Drugs You Should Try It | — | Erstveröffentlichung: 27. August 2024                                                            |

## Kommerzieller Erfolg
Die Wiederveröffentlichung von Days Before Rodeo im Jahr 2024 debütierte auf Platz zwei der US-amerikanischen Billboard 200 und erreichte 361.000 Album-equivalent units, davon 331.000 reine Albumverkäufe. Das Album debütierte darüber hinaus auf Platz eins der Top R&B/Hip-Hop Albums und war Scotts viertes Album in Folge, das an der Spitze dieser Chartliste debütierte. Diese Zahlen markierten den vierthöchsten Debütwert eines Albums während des Jahres und den höchsten für ein Rap-Album. In der vierten Chartwoche vom 19. September 2024 erreichte das Album die Chartspitze und erzielte 156.000 Album-equivalent units, von denen 150.000 reine Albumverkäufe waren. Das Album sammelte in der Chartwoche insgesamt 7,94 Millionen On-Demand-Streams. Die Vinylverkäufe des Albums umfassten 149.000 Einheiten, den höchsten Wert aller Rap-Alben und die sechsthöchste Woche auf Vinyl über alle Genres hinweg, seit Luminate 1991 begann, die Verkäufe zu erfassen. Darüber hinaus verzeichnete das Album eine Verkaufssteigerung von 1.295,00 % und sprang von Platz 106 auf Platz 1; eine Steigerung, die darauf zurückzuführen ist, dass vorbestellte Vinyl-Editionen in dieser Woche verschickt wurden. Nach dieser Woche auf Platz eins war es das erste Album überhaupt, das in der Folgewoche vollständig aus den Charts verschwand.
Das Album erreichte zudem Top-10-Platzierungen in der Schweiz (Rang 4), Australien (Rang 9), Norwegen, Österreich und Portugal (je Rang 10).
| ChartsChartplatzierungen       | Höchstplatzierung | Wochen |
| ------------------------------ | ----------------- | ------ |
| Deutschland (GfK)              | 17 (1 Wo.)        | 1      |
| Österreich (Ö3)                | 10 (2 Wo.)        | 2      |
| Schweiz (IFPI)                 | 4 (3 Wo.)         | 3      |
| Vereinigte Staaten (Billboard) | 1 (4 Wo.)         | 4      |
| Vereinigtes Königreich (OCC)   | 15 (1 Wo.)        | 1      |

| ChartsJahrescharts (2024)      | Platzierung |
| ------------------------------ | ----------- |
| Vereinigte Staaten (Billboard) | 100         |